# Segnaletica stradale di pericolo negli Stati Uniti d'America
La segnaletica stradale di pericolo è una sottocategoria della segnaletica stradale degli Stati Uniti d'America: i segnali contenuti in tale gruppo hanno lo scopo di informare i conducenti a riguardo di condizioni stradali inaspettate che potrebbero essere fonte di pericoli per gli utenti della strada. I segnali di pericolo, salvo alcune eccezioni, hanno la forma di un quadrato avente una diagonale perpendicolare al suolo e sono caratterizzati da scritte e simboli neri su uno sfondo giallo. I cartelli che riguardano pedoni, bici e altri utenti deboli possono avere lo sfondo di colore verde fluorescente al fine di risultare più visibile mentre i segnali che riguardano i cantieri hanno lo sfondo di colore arancione. I segnali di pericolo vengono installati ad una distanza dalla situazione pericolosa che varia, a seconda di limiti di velocità vigenti, da 100 piedi (circa 30 metri) a 1450 piedi (circa 440 metri). In questa pagina vengono descritti solamente i segnali stradali contenuti nel MUTCD federale (che fanno parte della serie W) e non le varianti che possono essere utilizzate nei singoli Stati federati.

## Serie W1: curve
La serie W1 contiene i segnali stradali che presegnalano e indicano le curve, compresi i delineatori di curva.
| Segnale statunitense | Significato                              | Spiegazione |
|                      | Curva stretta                            | Presegnala una curva stretta. |
|                      | Curva stretta (con velocità consigliata) | Presegnala una curva stretta e indica la velocità in miglia orarie a cui si consiglia di percorrerla.                                                                                             |
|                      | Curva                                    | Presegnala una curva. |
|                      | Curva (con velocità consigliata)         | Presegnala una curva e indica la velocità in miglia orarie a cui si consiglia di percorrerla. |
|                      | Doppia curva stretta                     | Presegnala una serie di due curve strette a distanza ravvicinata. |
|                      | Doppia curva                             | Presegnala una serie di due curve a distanza ravvicinata. |
|                      | Spostamento di corsie (due corsie)       | Presegnala uno spostamento di corsia che coinvolge due corsie. |
|                      | Spostamento di corsie (tre corsie)       | Presegnala uno spostamento di corsia che coinvolge tre corsie. |
|                      | Strada tortuosa                          | Presegnala l'inizio di una strada tortuosa. |
|                      | Grande freccia monodirezionale           | Viene usata assieme o in alternativa ai delineatori di curva per evidenziare l'andamento di una curva, specialmente nei casi di curvatura brusca.                                                 |
|                      | Grande freccia bidirezionale             | Viene usata nelle intersezioni a T per evidenziare il bordo della strada che procede dritto. |
|                      | Delineatori di curva                     | Sono dei delineatori che vengono posti a bordo strada al fine di evidenziare l'andamento di una curva.                                                                                            |
|                      | Intersezioni in curva (esempi)           | Preavvisa un'intersezione con un'altra strada situata in corrispondenza o in prossimità di una curva. Il pittogramma riportato dal segnale varia a seconda dell'effettivo andamento delle strade. |
|                      | Tornante                                 | Presegnala un tornante. |
|                      | Ribaltamento in curva per autocarri      | Presegnala una curva dove vi è il rischio che autocarri o altri veicoli con baricentro alto possano ribaltarsi.                                                                                   |
|                      | Curva ad anello                          | Presegnala una curva ad anello, come ad esempio degli svincoli a quadrifoglio. |

## Serie W2: intersezioni
La serie W2 contiene i segnali stradali che presegnalano le intersezioni con altre strade, incluse la rotatorie.
| Segnale statunitense | Significato                                                               | Spiegazione |
|                      | Incrocio                                                                  | Presegnala l'incrocio di due strade. |
|                      | Intersezione con strada laterale                                          | Presegnala un'intersezione con una strada laterale in direzione ortogonale.                                                               |
|                      | Intersezione a T                                                          | Presegnala un'intersezione a forma di T.                                                                                                  |
|                      | Intersezione a T                                                          | Presegnala un'intersezione a forma di T.                                                                                                  |
|                      | Intersezione a Y                                                          | Presegnala una biforcazione a forma di Y.                                                                                                 |
|                      | Rotatoria                                                                 | Presegnala un'intersezione regolata con circolazione rotatoria.                                                                           |
|                      | Intersezioni su lati diversi con strade laterali a distanza ravvicinata   | Presegnala due intersezioni ravvicinate con strade laterali che si trovano su lati opposti rispetto alla strada che si sta percorrendo.   |
|                      | Intersezioni sullo stesso lato con strade laterali a distanza ravvicinata | Presegnala due intersezioni ravvicinate con strade laterali che si trovano sullo stesso lato rispetto alla strada che si sta percorrendo. |

## Serie W3: preavviso di segnali per il controllo del traffico
La serie W3 contiene i segnali stradali che preavvisano di un segnale che regola il traffico (ad esempio un segnale di dare precedenza o un semaforo).
| Segnale statunitense | Significato                                                   | Spiegazione |
|                      | Preavviso di stop                                             | Presegnala un segnale di "Stop". |
|                      | Preavviso di dare precedenza                                  | Preavvisa un segnale di "Dare precedenza". |
|                      | Semaforo                                                      | Presegnala un impianto semaforico. |
|                      | Prepararsi all'arresto                                        | Presegnala che potrebbe essere necessario fermarsi a causa dei veicoli incolonnati ad un semaforo o in tratti di strada dove spesso si verificano code.                   |
| oppure               | Preavviso di limite di velocità                               | Presegnala un tratto di strada in cui è in vigore in cui vige un limite di velocità sensibilmente minore (di almeno 10 miglia orarie) rispetto al tratto precedente.      |
|                      | Ponte mobile                                                  | Presegnala un ponte mobile. |
|                      | Sistema di dosaggio del traffico                              | Presegnala che l'ingresso ad un'autostrada è regolato tramite un semaforo per il dosaggio del traffico.                                                                   |
|                      | Sistema di dosaggio del traffico attivo con luce lampeggiante | Presegnala che l'ingresso ad un'autostrada è regolato tramite un semaforo per il dosaggio del traffico attivo soltanto quando la luce abbinata al segnale è lampeggiante. |

## Serie W4: confluenze e immissioni
La serie W4 contiene i segnali stradali riguardanti confluenze e immissioni.
| Segnale statunitense | Significato                                                        | Spiegazione |
|                      | Confluenza                                                         | Presegnala che una strada di minore importanza si immetterà su una strada principale tramite una corsia d'accelerazione; è posto sulla strada principale. |
|                      | Confluenza riguardante una corsia preferenziale per il car pooling | Presegnala che una strada di minore importanza si immetterà su una corsia preferenziale per il car pooling tramite una corsia d'accelerazione; è posto sulla corsia per il car pooling. |
|                      | Fine della corsia                                                  | Presegnala una riduzione del numero delle corsie. |
|                      | Riduzione del numero di corsie preferenziali per il car pooling    | Presegnala una riduzione del numero delle corsie per il car pooling. |
|                      | Confluenza con aggiunta di corsia                                  | Presegnala che una strada di minore importanza si immetterà su una strada principale tramite l'aggiunta di una corsia; è posto sulla strada principale. |
|                      | Immissione                                                         | Presegnala che una strada di minore importanza si immetterà su una strada principale tramite una corsia d'accelerazione; è posto sulla strada di minore importanza. |
|                      | Il traffico in direzione trasversale non si ferma                  | È un pannello complementare che viene posto assieme al segnale di "Stop" per rimarcare il fatto che in veicoli che procedono in direzione trasversale all'incrocio non si fermano all'intersezione perché non devono rispettare a loro volta un segnale di "Stop". Viene utilizzato quando vi è il rischio che i guidatori possano confondere l'incrocio in questione con un all-way stop.   |
|                      | Il traffico proveniente da destra (sinistra) non si ferma          | È un pannello complementare che viene posto assieme al segnale di "Stop" per rimarcare il fatto che in veicoli che provengono da destra (o rispettivamente sinistra) non si fermano all'intersezione perché non devono rispettare a loro volta un segnale di "Stop". Viene utilizzato quando vi è il rischio che i guidatori possano confondere l'incrocio in questione con un all-way stop. |
|                      | Il traffico in senso inverso non si ferma                          | È un pannello complementare che viene posto assieme al segnale di "Stop" per rimarcare il fatto che in veicoli che vengono in senso inverso non si fermano all'intersezione perché non devono rispettare a loro volta un segnale di "Stop". Viene utilizzato quando vi è il rischio che i guidatori possano confondere l'incrocio in questione con un all-way stop.                          |
|                      | Corsia di accelerazione mancante                                   | Viene posto assieme ai segnali "Confluenza" e "Immissione" per indicare che l'immissione sulla strada importante avviene direttamente, senza la presenza di una corsia d'accelerazione. |
|                      | Immissione con aggiunta di corsia                                  | Presegnala che una strada di minore importanza si immetterà su una strada principale tramite l'aggiunta di una corsia; è posto sulla strada di minore importanza. |

## Serie W5: strettoie
La serie W5 contiene i segnali stradali riguardanti le strettoie.
| Segnale statunitense | Significato                           | Spiegazione |
|                      | Restringimento della strada           | Presegnala un restringimento della strada.                                                                          |
|                      | Ponte stretto                         | Presegnala un restringimento della strada in corrispondenza di un ponte.                                            |
|                      | Ponte ad una corsia                   | Presegnala che una strada a due corsie si restringe per diventare ad una sola corsia in corrispondenza di un ponte. |
|                      | Restringimento della un rampa         | Presegnala un restringimento di un rampa.                                                                           |
|                      | Restringimento del percorso ciclabile | Presegnala un restringimento di un percorso ciclabile.                                                              |

## Serie W6: strade a carreggiate separate
La serie W6 contiene i segnali stradali che riguardano il passaggio da strada a senso unico a strade a doppio senso di circolazione e viceversa.
| Segnale statunitense | Significato                                                     | Spiegazione |
|                      | Strada a carreggiate separate                                   | Presegnala l'inizio di un tratto di strada le cui carreggiate sono separate da uno spartitraffico.                                                            |
|                      | Fine della strada a carreggiate separate                        | Presegnala la fine di tratto di strada le cui carreggiate sono separate da uno spartitraffico.                                                                |
|                      | Strada a doppio senso di circolazione                           | Presegnala il passaggio da una strada a senso unico (o a carreggiate separate) ad una strada a doppio senso di circolazione.                                  |
|                      | Strada a doppio senso di circolazione (cantiere - rettangolare) | Presegnala il passaggio da una strada a senso unico (o a carreggiate separate) ad una strada a doppio senso di circolazione in corrispondenza di un cantiere. |

## Serie W7: discese
La serie W7 contiene i segnali stradali che riguardano discese pericolose e vie di scampo per veicoli in avaria.
| Segnale statunitense | Significato                               | Spiegazione |
|                      | Discesa pericolosa                        | Presegnala una discesa pericolosa. |
|                      | Discesa pericolosa con percentuale        | Presegnala una discesa pericolosa e ne indica la pendenza in percentuale.                                                              |
|                      | Uso di marce basse                        | Consiglia di usare marce basse durante la discesa.                                                                                     |
|                      | Uso di marce basse per autocarri          | Consiglia ai conducenti di autocarri di usare marce basse.                                                                             |
|                      | Pendenza in percentuale                   | Indica in percentuale la pendenza di una discesa.                                                                                      |
|                      | Estesa                                    | Indica la lunghezza di una discesa in miglia.                                                                                          |
|                      | Estesa con pendenza in percentuale        | Indica la lunghezza in miglia e la pendenza in percentuale la pendenza di una discesa.                                                 |
|                      | Preavviso di via di scampo per autocarri  | Preavvisa, indicandone la distanza, una zona dove i conducenti di autocarri in avaria possono arrestare il veicolo.                    |
|                      | Via di scampo per autocarri (con freccia) | Indica che nella direzione indicata dalla freccia vi è una zona dove i conducenti di autocarri in avaria possono arrestare il veicolo. |
|                      | Via di scampo per autocarri               | Indica una zona dove i conducenti di autocarri in avaria possono arrestare il veicolo.                                                 |
|                      | Sabbia                                    | Indica che la via di scampo è dotata di un letto di sabbia.                                                                            |
|                      | Ghiaia                                    | Indica che la via di scampo è dotata di un letto di ghiaia.                                                                            |
|                      | Asfaltata                                 | Indica che la via di scampo è asfaltata.                                                                                               |
|                      | Discesa pericolosa per ciclisti           | Presegnala una discesa pericolosa per i ciclisti.                                                                                      |
|                      | Scollinamento cieco                       | Presegnala uno scollinamento in cui la visuale sulla strada è limitata.                                                                |

## Serie W8: condizioni della strada
La serie W8 contiene i segnali stradali che preavvisano condizioni sfavorevoli della strada di vario genere (ad esempio dossi, strade sdrucciolevoli, vento forte, ...).
| Segnale statunitense | Significato                          | Spiegazione |
|                      | Dosso                                | presegnala un dosso. |
|                      | Cunetta                              | Presegnala una cunetta. |
|                      | Fine della strada asfaltata          | Presegnala la fine del tratto di strada asfaltato. |
|                      | Banchina cedevole                    | Presegnala che la banchina laterale è cedevole. |
|                      | Strada sdrucciolevole                | Presegnala un tratto di strada che in particolari condizioni climatiche od ambientali può diventare sdrucciolevole. I pannelli integrativi illustrano i motivi di eventuale pericolo.               |
|                      | In caso di strada bagnata            | È un pannello complementare che viene aggiunto al segnale "Strada sdrucciolevole" per segnalare che tale condizione si verifica nel caso di strada bagnata.                                         |
|                      | In caso di ghiaccio                  | È un pannello complementare che viene aggiunto al segnale "Strada sdrucciolevole" per segnalare che tale condizione si verifica nel caso di strada ghiacciata.                                      |
|                      | Griglia in acciaio                   | È un pannello complementare che viene aggiunto al segnale "Strada sdrucciolevole" per segnalare che tale condizione si verifica a causa del passaggio sopra una griglia d'acciaio.                  |
|                      | Presenza d'olio                      | È un pannello complementare che viene aggiunto al segnale "Strada sdrucciolevole" per segnalare che tale condizione si verifica a causa della presenza di liquidi oleosi.                           |
|                      | Attraversamento autocarri            | Presegnala un punto della strada dove è probabile l'immissione o l'attraversamento di autocarri; esiste un segnale di significato analogo nella serie W11 (ma con un simbolo al posto del testo).   |
|                      | Ghiaia                               | Presegnala la presenza di pietrisco, di materiale minuto o granaglia che può essere proiettato a distanza o scagliato in aria dai veicoli in transito.                                              |
|                      | Strada dissestata                    | Presegnala un tratto di strada in cattive condizioni. |
|                      | Banchina bassa                       | Presegnala un dislivello laterale tra la carreggiata e la banchina di meno di 3 pollici. |
|                      | Strada sdrucciolevole per biciclette | Presegnala un tratto di strada che in particolari condizioni climatiche od ambientali può diventare sdrucciolevole per le biciclette.                                                               |
|                      | Dislivello tra le corsie             | Presegnala un tratto di strada in cui vi è un dislivello tra le varie corsie di marcia. |
|                      | Linea di mezzeria mancante           | Presegnala un tratto di strada in cui non è tracciata la linea centrale di mezzeria. |
|                      | Ponte ghiacciato                     | Presegnala la possibile presenza di ghiaccio lungo un ponte. |
|                      | Caduta massi                         | Presegnala il pericolo di caduta massi dalla parete rocciosa soprastante con possibile presenza di pietre sulla carreggiata.                                                                        |
|                      | Asfalto scanalato                    | Presegnala un tratto di strada in cui l'asfalto presenta delle scanalature. |
|                      | Motociclisti                         | È un pannello complementare che viene posto al di sotto dei segnali "Asfalto scanalato" e "Ghiaia" per evidenziare che tali situazioni costituiscono un pericolo principalmente per i motociclisti. |
|                      | Ponte con griglia metallica          | Presegnala un ponte dove la superficie stradale è composto da una griglia metallica. |
|                      | Alto scalino laterale                | Presegnala un dislivello laterale tra la carreggiata e la banchina di più di 3 pollici. |
|                      | Alto scalino laterale (con testo)    | È un pannello complementare esplicativo che viene posto al di sotto del corrispondente segnale di pericolo per rimarcarne il significato.                                                           |
|                      | Strada soggetta ad inondazioni       | Presegnala che la strada che si sta percorrendo è soggetta ad inondazioni. |
|                      | Idrometro                            | Indica il livello dell'acqua. |
|                      | Vento forte                          | Presegnala la possibilità di forti raffiche di vento. |
|                      | Nebbia                               | Presegnala la possibilità di incontrare banchi di nebbia. |
|                      | Banchina mancante                    | Presegnala che la strada che si sta percorrendo non è dotata di banchina laterale. |
|                      | Piastra metallica                    | Presegnala che sulla strada è stata posta provvisoriamente una piastra metallico. |
|                      | Fine della banchina                  | Presegnala la fine della banchina laterale. |

## Serie W9: corsie
La serie W9 contiene i segnali stradali che riguardano le corsie (ad esempio fine delle corsie o corsie soggette a pedaggio).
| Segnale statunitense | Significato                                                | Spiegazione |
|                      | Fine della corsia di destra (sinistra)                     | Viene posto come preavviso dei segnali "Fine della corsia" e "Fine della corsia - spostarsi a sinistra (destra)" per enfatizzare il fatto che la corsia di destra (o rispettivamente sinistra) terminerà a breve. |
|                      | Fine della corsia - spostarsi a sinistra (destra)          | Presegnala la fine di una corsia e indica che pertanto è necessario spostarsi a sinistra (o rispettivamente a destra).                                                                                            |
|                      | Corsia centrale chiusa                                     | Presegnala che la corsia centrale di una strada è chiusa al traffico a causa dei lavori in corso. |
|                      | Stop - pagamento pedaggio                                  | Indica di fermarsi e pagare il pedaggio. |
|                      | Prevviso di pagamento pedaggio                             | Presegnala che ci si dovrà fermare per pagare il pedaggio. |
|                      | Stop - pagamento pedaggio (pannello)                       | È un pannello complementare che viene posto assieme ad un segnale di indicazione per indicare che bisogna fermarsi e pagare il pedaggio.                                                                          |
|                      | Preavviso di pagamento pedaggio (pannello)                 | È un pannello complementare che viene posto assieme ad un segnale di indicazione per presegnalare che bisognerà fermarsi e pagare il pedaggio.                                                                    |
|                      | Preavviso di uscita obbligatoria per la corsia di sinistra | Preavvisa che la corsia di sinistra potrà essere utilizzata solamente per uscire da una strada. |
|                      | Preavviso di uscita obbligatoria per la corsia di destra   | Preavvisa che la corsia di destra potrà essere utilizzata solamente per uscire da una strada. |

## Serie W10: veicoli su rotaia
La serie W10 contiene i segnali stradali che riguardano passaggi a livello o comunque infrastrutture ferroviarie.
| Segnale statunitense | Significato                                                            | Spiegazione |
|                      | Passaggio a livello                                                    | Presegnala un passaggio a livello. |
|                      | Esenzione dall'obbligo di fermata                                      | È un pannello complementare che viene posto al di sotto dei segnali di passaggio a livello per indicare che gli autobus, gli scuolabus e i veicoli che trasportano sostanze pericolose sono esentate dall'obbligo di fermarsi sempre e comunque ad un passaggio a livello. |
|                      | Passaggio a livello su strada laterale (esempi)                        | Presegnala un passaggio a livello posto su una strada laterale. Il pittogramma riportato dal segnale varia a seconda dell'effettivo andamento delle strade e della ferrovia.                                                                                               |
|                      | Poco spazio dal terreno                                                | Presegnala che il passaggio a livello è rialzato e che, a causa del poco spazio dal suolo, alcuni veicoli particolarmente lunghi potrebbero incastrarsi nelle rotaie. |
|                      | Poco spazio dal terreno (pannello)                                     | È un pannello complementare esplicativo che viene abbinato al segnale "Poco spazio dal terreno" per rimarcare il pericolo indicato nel segnale. |
|                      | Arrivo di veicoli ferroviari leggeri su pannello a messaggio variabile | Si tratta di un pannello a messaggio variabile che viene acceso per segnalare l'arrivo di veicoli ferroviari leggeri (ad es. tram). |
|                      | Possibilità di treni ad oltre 80 miglia orarie                         | Presegnala che i treni che viaggiano sulla ferrovia che interseca la strada i treni possono viaggiare ad una velocità di oltre 80 miglia orarie. |
|                      | I treni non fanno uso di segnalatori acustici                          | Presegnala che al passaggio a livello seguente i treni non faranno uso dei segnalatori acustici. |
|                      | I treni non fanno uso di segnalatori acustici (pannello)               | È un pannello complementare che viene abbinato assieme al segnale "Passaggio a livello" per segnalare che al passaggio a livello in questione i treni non faranno uso dei segnalatori acustici.                                                                            |
|                      | Spazio libero                                                          | Indica lo spazio libero (misurato in piedi) presente tra l'incrocio situato alle proprie spalle e la ferrovia davanti a sé. |
|                      | Spazio libero tra l'incrocio e la ferrovia alle proprie spalle         | Indica lo spazio libero (misurato in piedi) presente tra la ferrovia situata alle proprie spalle e l'incrocio davanti a sé. |
|                      | Passaggio a livello in direzione obliqua                               | Presegnala un passaggio a livello in cui i binari intersecano la strada in direzione obliqua; non sostituisce gli altri segnali di passaggio a livello. |
|                      | Mancanza di barriere o segnali luminosi                                | È un pannello complementare che viene abbinato assieme al segnale "Passaggio a livello" per segnalare che il passaggio a livello in questione non è dotato di dispositivi automatici come barriere e segnali luminosi.                                                     |
| oppure               | Usare il prossimo passaggio a livello                                  | Sono dei pannelli complementari che vengono abbinati al segnale "Poco spazio dal terreno" per indicare ai veicoli lunghi di utilizzare un altro passaggio a livello (opportunamente indicato).                                                                             |
|                      | Passaggio a livello dissestato                                         | È un pannello complementare che viene installato per preavvisare che la strada, in corrispondenza dell'attraversamento dei binari, è dissestata (ad esempio per la presenza di un dosso).                                                                                  |

## Serie W11: attraversamenti
La serie W11 contiene i segnali stradali che preavvisano attraversamenti della strada da parte di persone, veicoli o animali.
| Segnale statunitense | Significato                                                 | Spiegazione |
|                      | Ciclisti                                                    | Presegnala un punto della strada dove è probabile l'attraversamento di ciclisti; ne esiste una variante di colore verde fluorescente.                                                                           |
|                      | Pedoni                                                      | Presegnala un punto della strada dove è probabile l'attraversamento di pedoni; ne esiste una variante di colore verde fluorescente.                                                                             |
|                      | Cervi                                                       | Presegnala un punto della strada dove è probabile l'attraversamento di cervi. |
|                      | Bestiame                                                    | Presegnala un punto della strada dove è probabile l'attraversamento di bestiame. |
| oppure               | Veicoli agricoli                                            | Presegnala un punto della strada dove è probabile l'attraversamento di veicoli agricoli. |
|                      | Motoslitte                                                  | Presegnala un punto della strada dove è probabile l'attraversamento di motoslitte. |
|                      | Cavallerizzi                                                | Presegnala un punto della strada dove è probabile l'attraversamento di cavallerizzi. |
|                      | Veicoli di emergenza                                        | Presegnala un punto della strada dove è probabile l'attraversamento di veicoli di emergenza. |
|                      | Disabili                                                    | Presegnala un punto della strada dove è probabile l'attraversamento di disabili; ne esiste una variante di colore verde fluorescente.                                                                           |
|                      | Autocarri                                                   | Presegnala un punto della strada dove è probabile l'attraversamento di autocarri; esiste un segnale di significato analogo nella serie W8 (ma con un testo al posto del simbolo).                               |
|                      | Golf car                                                    | Presegnala un punto della strada dove è probabile l'attraversamento di golf car. |
|                      | Veicoli di emergenza                                        | Presegnala un semaforo che regola l'immissione in strada dei veicoli di emergenza (ad esempio presso una caserma dei vigili del fuoco).                                                                         |
|                      | Carrozze trainate da cavalli                                | Presegnala un punto della strada dove è probabile l'attraversamento di carrozze trainate da cavalli. |
|                      | Pedoni e ciclisti                                           | Presegnala un punto della strada dove è probabile l'attraversamento di pedoni e ciclisti; ne esiste una varinate di colore verde fluorescente.                                                                  |
|                      | Incrocio con un sentiero ciclopedonale (pannello con testo) | È un pannello complementare che viene posto al di sotto del segnale "Pedoni e ciclisti" per specificare che la strada interseca un sentiero ciclopedonale; ne esiste una versione di colore verde fluorescente. |
|                      | Incrocio con un sentiero ciclopedonale                      | Presegnala che un sentiero ciclopedonale attraversa la strada; ne esiste una versione di colore verde fluorescente.                                                                                             |
|                      | Orsi                                                        | Presegnala un punto della strada dove è probabile l'attraversamento di orsi. |
|                      | Pecore                                                      | Presegnala un punto della strada dove è probabile l'attraversamento di pecore. |
|                      | Pecore delle Montagne Rocciose                              | Presegnala un punto della strada dove è probabile l'attraversamento di pecore delle Montagne Rocciose. |
|                      | Asini                                                       | Presegnala un punto della strada dove è probabile l'attraversamento di asini. |
|                      | Wapiti                                                      | Presegnala un punto della strada dove è probabile l'attraversamento di wapiti. |
|                      | Alci                                                        | Presegnala un punto della strada dove è probabile l'attraversamento di alci. |
|                      | Cavalli selvatici                                           | Presegnala un punto della strada dove è probabile l'attraversamento di cavalli selvatici. |

## Serie W12: ingombro della strada
La serie W12 contiene i segnali stradali che riguardano manufatti che ingombrano la strada come i ponti bassi.
| Segnale statunitense | Significato               | Spiegazione |
|                      | Doppia freccia            | Indica che si può passare sia a destra sia a sinistra dell'ostacolo su cui è posto. |
|                      | Altezza massima           | Indica l'altezza massima della strada in unità del sistema consuetudinario statunitense (piedi e pollici); può essere utilizzato sia come preavviso, sia direttamente sulla struttura che limita l'altezza disponibile. |
|                      | Altezza massima (panello) | Indica l'altezza massima della strada in unità del sistema consuetudinario statunitense (piedi e pollici); è posto sulla struttura che limita l'altezza disponibile.                                                    |

## Serie W13: velocità consigliate
La serie W13 contiene i segnali stradali che indicano velocità consigliate (generalmente in corrispondenza di curve o rampe autostradali).
| Segnale statunitense | Significato                                           | Spiegazione |
|                      | Velocità consigliata                                  | Indica la velocità in miglia orarie a cui si consiglia di percorrere un tratto di strada; è collocato assieme ad un segnale di pericolo.                                                                                               |
|                      | Velocità consigliata in uscita                        | Indica la velocità in miglia orarie a cui si consiglia di percorrere una rampa di uscita. |
|                      | Velocità consigliata su una rampa                     | Indica la velocità in miglia orarie a cui si consiglia di percorrere una rampa. |
|                      | Sulla rampa                                           | È un pannello complementare che viene posto al di sotto della versione per cantieri del segnale "Velocità consigliata" al fine di indicare che la velocità consigliata si riferisce ad una rampa n cui si stanno svolgendo dei lavori. |
|                      | Velocità consigliata in uscita con curva ad anello    | Indica la velocità in miglia orarie a cui si consiglia di percorrere una rampa di uscita con curva ad anello (ad es. in uscita da un'autostrada).                                                                                      |
|                      | Velocità consigliata su una rampa con curva ad anello | Indica la velocità in chilometri orari a cui si consiglia di percorrere una rampa con curva ad anello (es. in uscita da un'autostrada).                                                                                                |

## Serie W14: strade senza uscita e divieti di sorpasso
La serie W14 contiene i segnali stradali che indicano le strade senza uscita ed un segnale che indica un divieto di sorpasso.
| Segnale statunitense | Significato                                      | Spiegazione                                                                                             |
|                      | Strada senza uscita                              | Segnala che la strada in questione non ha sbocchi su altre strade o termina in un cul-de-sac.           |
|                      | Strada senza uscita (pannello con freccia)       | Segnala che la strada indicata dalla freccia non ha sbocchi su altre strade o termina in un cul-de-sac. |
|                      | Strada senza altre uscite                        | Segnala che la strada in questione non ha altre uscite oltre alla strada di entrata.                    |
|                      | Strada senza altre uscite (pannello con freccia) | Segnala che la strada indicata dalla freccia non ha altre uscite oltre alla strada di entrata.          |
|                      | Divieto di sorpasso                              | Vieta il sorpasso; è posto sul lato sinistro della strada.                                              |

## Serie W15: campo giochi
La serie W15 contiene un solo segnale, il quale preavvisa la presenza di un campo giochi.
| Segnale statunitense | Significato  | Spiegazione |
|                      | Parco giochi | Prasegnala la presenza di un parco giochi frequentato da bambini; ne esiste una variante di colore verde fluorescente. |

## Serie W16: pannelli complementari
La serie W16 contiene i pannelli complementari che vengono abbinati ad altri segnali; in realtà non tutti i pannelli complementari che vengono abbinati ai segnali di pericolo sono contenuti in questa categoria ma anche in altre.
| Segnale statunitense | Significato                                                       | Spiegazione |
|                      | Condividi la strada                                               | È un pannello complementare che viene posto assieme ad un segnale della serie W11 per indicare che potrebbe essere necessario condividere la strada con pedoni, cavallerizzi o veicoli lenti (biciclette, veicoli agricoli, ...).              |
| oppure               | Distanza (in piedi)                                               | È un pannello complementare che indica la distanza in piedi in cui si trova il pericolo indicato dal segnale di pericolo assieme al quale è posto.                                                                                             |
| oppure               | Distanza (in miglia)                                              | È un pannello complementare che indica la distanza in miglia in cui si trova il pericolo indicato dal segnale di pericolo assieme al quale è posto.                                                                                            |
|                      | Estesa (in piedi)                                                 | È un pannello complementare che indica la distanza in piedi lungo la quale si estende il pericolo indicato dal segnale di pericolo assieme al quale è posto. Nella serie W7 esiste un segnale analogo in cui la distanza è misurata in miglia. |
|                      | Frecce supplementari                                              | Sono dei pannelli complementari che indicano la direzione in cui si trova il pericolo indicato dal segnale assieme al quale sono collocati. |
| oppure               | Nomi delle vie                                                    | Sono dei pannelli complementare che vengono utilizzati insieme ai segnali che preavvisano incroci, semafori, ... per indicare i nomi delle vie che si incrociano.                                                                              |
|                      | Avanti dritto                                                     | È un pannello complementare che viene posto assieme ad un segnale di pericolo per rimarcare che si incontrerà la situazione indicata procedendo dritto lungo la strada: è usato in alternativa ad un pannello di distanza.                     |
| oppure               | Controllo con telecamere                                          | È un pannello complementare che indica che il controllo del rispetto di una prescrizione è monitorato tramite telecamere (o analoghi dispositivi fotografici).                                                                                 |
|                      | Veicoli del car pooling                                           | È un pannello complementare che viene posto al di sotto dei segnali di pericolo quando questi preavvisano situazioni che riguardano le corsie preferenziali per il car pooling.                                                                |
| oppure               | Rotatoria (pannello)                                              | Sono dei pannelli complementari esplicativi che vengono apposti al di sotto dell'omonimo segnale di pericolo per rimarcarne il significato. |
|                      | In caso di luce lampeggiante                                      | È un pannello complementare che la situazione in questione si verifica in presenza di una luce Džlampeggiante |
|                      | Nuovo e avviso                                                    | È un pannello complementare che viene apposto, al massimo per sei mesi, al di sotto dei nuovi e avvisi segnali per attirare l'attenzione sulla nuova e avvisa organizzazione del traffico.                                                     |
|                      | Ultima uscita prima di un tratto di strada a pagamento (pannello) | È un pannello complementare che viene posto assieme ad un segnale di indicazione per indicare che l'ultima uscita prima di un tratto di strada a pagamento.                                                                                    |

## Serie W17: dossi rallentatori di velocità
La serie W17 contiene un solo segnale, il quale preavvisa la presenza di un dosso rallentatore di velocità.
| Segnale statunitense | Significato        | Spiegazione                                                  |
|                      | Dosso rallentatore | Presegnala la presenza di un dosso rallentatore di velocità. |

## Serie W18: segnaletica stradale mancante
La serie W18 contiene un solo segnale, il quale preavvisa un tratto di strada in cui manca la segnaletica.
| Segnale statunitense | Significato                   | Spiegazione                                                                    |
|                      | Segnaletica stradale mancante | Presegnala che nella strada in questione non sono installati segnali stradali. |

## Serie W19: fine delle strade con controllo degli accessi
La serie W19 contiene i segnali che preavvisano la fine e le uscite obbligatorie da strade con controllo degli accessi (come autostrade e superstrade).
| Segnale statunitense | Significato                   | Spiegazione |
|                      | Preavviso di fine autostrada  | Presegnala la fine di una autostrada alla distanza indicata.                                                                              |
|                      | Preavviso di fine superstrada | Presegnala la fine di una superstrada alla distanza indicata.                                                                             |
|                      | Fine dell'autostrada          | Presegnala la fine di una autostrada. |
|                      | Fine della superstrada        | Indica la fine di una superstrada. |
|                      | Uscita obbligatoria           | Indica che tutto il traffico deve lasciare la strada alla prossima uscita dato che il rimanente tratto di strada è ancora in costruzione. |

## Serie W20: preavvisi di lavori stradali
La serie W20 contiene i segnali stradali che preavvisano la presenza di lavori stradali, cantieri o deviazioni.
| Segnale statunitense | Significato                       | Spiegazione                                                                                     |
|                      | Lavori stradali                   | Presegnala dei lavori stradali alla distanza indicata.                                          |
|                      | Lavori stradali (sistema metrico) | Presegnala dei lavori stradali alla distanza, in metri, indicata.                               |
|                      | Deviazione                        | Presegnala una deviazione alla distanza indicata.                                               |
|                      | Strada chiusa                     | Presegnala una strada chiusa alla distanza indicata.                                            |
|                      | Strada ad una corsia              | Presegnala un tratto di strada che diventa ad una sola corsia di marcia alla distanza indicata. |
|                      | Corsia chiusa                     | Presegnala la chiusura di una corsia alla distanza indicata.                                    |
|                      | Corsie chiuse                     | Presegnala la chiusura di alcune corsie (nell'esempio due) alla distanza indicata.              |
| oppure               | Moviere                           | Presegnala che la circolazione è regolata dai segnali manuali di un moviere.                    |

## Serie W21: lavori stradali
La serie W21 contiene i segnali stradali che preavvisano lo stato in cui versa una strada a causa dei lavori stradali.
| Segnale statunitense | Significato                          | Spiegazione |
| oppure               | Operai                               | Presegnala la presenza di operai che lavorano in un cantiere stradale.                                                                                        |
|                      | Catrame steso da poco                | Presegnala un tratto di strada dove è stato steso da poco un nuovo strato di catrame.                                                                         |
|                      | Mezzi d'opera                        | Presegnala la possibilità di incontrare mezzi d'opera al lavoro.                                                                                              |
|                      | Veicolo lento                        | È un pannello complementare che presegnala un veicolo lento.                                                                                                  |
|                      | Lavori stradali in banchina          | Presegnala la presenza di lavori stradali solo in banchina.                                                                                                   |
|                      | Banchina chiusa                      | Indica che la banchina (situata sul lato destro della strada) è chiusa.                                                                                       |
|                      | Preavviso di chiusura della banchina | Presegnala la chiusura della banchina alla distanza indicata.                                                                                                 |
|                      | Periti                               | Presegnala la presenza di periti che stanno facendo dei rilevamenti a bordo strada.                                                                           |
|                      | Lavoro di pubblica utilità           | Presegnala dei lavori in corso sulla strada indicando anche che si tratta di lavori di pubblica utilità; di fatto è equivalente al segnale "Lavori stradali". |
|                      | Sfalcio erba                         | Presegnala dei lavori di taglio dell'erba. |

## Serie W22: zone in cui si fa uso di esplosivi
La serie W22 contiene i segnali stradali che riguardano le zone in cui si fa uso di esplosivi.
| Segnale statunitense | Significato                                   | Spiegazione |
|                      | Zona in cui si fa uso di esplosivi            | Presegnala il passaggio della strada vicino ad un cantiere dove si fanno uso di esplosivi.                                                                                       |
|                      | Spegnere le radio bidirezionali e i cellulari | Obbliga a spegnere le radio bidirezionali e i cellulari al fine di evitare che i segnali emessi da questi dispositivi possano attivare prematuramente l'innesco degli esplosivi. |
|                      | Fine della zona in cui si fa uso di esplosivi | Indica la fine del tratto di strada che si trova vicino ad un cantiere dove si fanno uso di esplosivi.                                                                           |

## Serie W23: stato del traffico
La serie W23 contiene due segnali stradali i quali indicano rispettivamente la presenza di veicoli lenti o una nuova organizzazione del traffico.
| Segnale statunitense | Significato                       | Spiegazione |
|                      | Veicoli in lento movimento        | Presegnala la presenza di un mezzo d'opera in lento movimento; di solito è installato sul retro di un veicolo per la manutenzione stradale che precede il veicolo lento in questione. |
|                      | Nuova organizzazione del traffico | Presegnala un cambiamento nell'organizzazione del traffico (ad esempio un cambio di precedenza).                                                                                      |

## Serie W24: spostamenti di corsia
La serie W24 contiene i segnali stradali che riguardano gli spostamenti di corsia dovuti a lavori in corso.
| Segnale statunitense | Significato                               | Spiegazione |
|                      | Doppio spostamento di corsia              | Presegnala due spostamenti consecutivi che riguardano una corsia. |
|                      | Doppio spostamento di corsie (due corsie) | Presegnala due spostamenti consecutivi che riguardano due corsie. |
|                      | Doppio spostamento di corsie (tre corsie) | Presegnala due spostamenti consecutivi che riguardano tre corsie. |
|                      | Tutte le corsie                           | È un pannello complementare che viene posto assieme ai segnali che indicano degli spostamenti di corsia per indicare che tutte le corsie della strada sono soggette allo spostamento; è utilizzato solo se le corsie interessate sono più di tre dato che negli altri casi esistono già i cartelli stradali specifici. |

## Serie W25: luce verde per i veicoli in senso opposto
La serie W25 contiene i segnali che indicano che i veicoli in senso opposto potrebbero godere di una luce verde al semaforo.
| Segnale statunitense | Significato                                               | Spiegazione |
|                      | I veicoli in senso opposto hanno la luce verde            | Indica ai veicoli che compiono una svolta a sinistra o un'inversione a U ad un semaforo che i veicoli che provengono dal senso opposto godono della luce verde del semaforo.            |
|                      | I veicoli in senso opposto potrebbero avere la luce verde | Indica ai veicoli che compiono una svolta a sinistra o un'inversione a U ad un semaforo che i veicoli che provengono dal senso opposto potrebbero godere della luce verde del semaforo. |